# Neue Hannoversche Anzeigen
Die Neuen Hannoverschen Anzeigen waren eine 1863 gegründete Zeitung, die im Verlag Gebrüder Jänecke gedruckt wurde. Vom Oktober 1867 ab führte sie den Titel Hannoversche Anzeigen und Morgenblatt. Sie wurde mit den im selben Verlag gedruckten Zeitungen Zeitung für Norddeutschland (ab 1849 herausgegeben) und Hannoverschen Courier 1872 zur Tageszeitung Hannoverscher Courier zusammengelegt.